# 平群木菟
平群 木菟（へぐり の つく、生没年不詳）は、記紀等に伝わる古代日本の人物。
『日本書紀』では「平群木菟宿禰（へぐりのつくのすくね）」「木菟宿禰」、『古事記』では「平群都久宿禰」、他文献では「都久足尼」とも表記される。「宿禰」は尊称。
武内宿禰の子で、平群氏およびその同族の伝説上の祖とされる。

## 系譜
武内宿禰関係系図
表記は『日本書紀』を第一とし、『古事記』を併記。
| 8 孝元天皇 | 8 孝元天皇 | 8 孝元天皇                | 8 孝元天皇                | 8 孝元天皇                | 8 孝元天皇                |                           |                           | 彦太忍信命 （比古布都押之信命） | 彦太忍信命 （比古布都押之信命） | 彦太忍信命 （比古布都押之信命）   | 彦太忍信命 （比古布都押之信命） | 彦太忍信命 （比古布都押之信命） | 彦太忍信命 （比古布都押之信命） |                                 |                                 | 屋主忍男武雄心命 （古事記なし） | 屋主忍男武雄心命 （古事記なし） | 屋主忍男武雄心命 （古事記なし） | 屋主忍男武雄心命 （古事記なし） | 屋主忍男武雄心命 （古事記なし） | 屋主忍男武雄心命 （古事記なし） |  |  |  |  |
| 8 孝元天皇 | 8 孝元天皇 | 8 孝元天皇                | 8 孝元天皇                | 8 孝元天皇                | 8 孝元天皇                |                           |                           | 彦太忍信命 （比古布都押之信命） | 彦太忍信命 （比古布都押之信命） | 彦太忍信命 （比古布都押之信命）   | 彦太忍信命 （比古布都押之信命） | 彦太忍信命 （比古布都押之信命） | 彦太忍信命 （比古布都押之信命） |                                 |                                 | 屋主忍男武雄心命 （古事記なし） | 屋主忍男武雄心命 （古事記なし） | 屋主忍男武雄心命 （古事記なし） | 屋主忍男武雄心命 （古事記なし） | 屋主忍男武雄心命 （古事記なし） | 屋主忍男武雄心命 （古事記なし） |  |  |  |  |
|            |            |                           |                           |                           |                           |                           |                           |                                 |                                 |                                   |                                 |                                 |                                 |                                 |                                 |                                 |                                 |                                 |                                 |                                 |                                 |  |  |  |  |
|            |            |                           |                           |                           |                           |                           |                           |                                 |                                 |                                   |                                 |                                 |                                 |                                 |                                 |                                 |                                 |                                 |                                 |                                 |                                 |  |  |  |  |
|            |            |                           |                           |                           |                           |                           |                           |                                 |                                 |                                   |                                 |                                 |                                 |                                 |                                 |                                 |                                 |                                 |                                 |                                 |                                 |  |  |  |  |
|            |            | 武内宿禰 （建内宿禰）     | 武内宿禰 （建内宿禰）     | 武内宿禰 （建内宿禰）     | 武内宿禰 （建内宿禰）     | 武内宿禰 （建内宿禰）     | 武内宿禰 （建内宿禰）     |                                 |                                 | 羽田矢代宿禰 （波多八代宿禰）     | 羽田矢代宿禰 （波多八代宿禰）   | 羽田矢代宿禰 （波多八代宿禰）   | 羽田矢代宿禰 （波多八代宿禰）   | 羽田矢代宿禰 （波多八代宿禰）   | 羽田矢代宿禰 （波多八代宿禰）   | → ［波多氏］                    | → ［波多氏］                    | → ［波多氏］                    | → ［波多氏］                    | → ［波多氏］                    | → ［波多氏］                    |  |  |  |  |
|            |            | 武内宿禰 （建内宿禰）     | 武内宿禰 （建内宿禰）     | 武内宿禰 （建内宿禰）     | 武内宿禰 （建内宿禰）     | 武内宿禰 （建内宿禰）     | 武内宿禰 （建内宿禰）     |                                 |                                 | 羽田矢代宿禰 （波多八代宿禰）     | 羽田矢代宿禰 （波多八代宿禰）   | 羽田矢代宿禰 （波多八代宿禰）   | 羽田矢代宿禰 （波多八代宿禰）   | 羽田矢代宿禰 （波多八代宿禰）   | 羽田矢代宿禰 （波多八代宿禰）   | → ［波多氏］                    | → ［波多氏］                    | → ［波多氏］                    | → ［波多氏］                    | → ［波多氏］                    | → ［波多氏］                    |  |  |  |  |
|            |            |                           |                           |                           |                           |                           |                           |                                 |                                 | 許勢小柄宿禰 （日本書紀なし）     | 許勢小柄宿禰 （日本書紀なし）   | 許勢小柄宿禰 （日本書紀なし）   | 許勢小柄宿禰 （日本書紀なし）   | 許勢小柄宿禰 （日本書紀なし）   | 許勢小柄宿禰 （日本書紀なし）   | → ［巨勢氏］                    | → ［巨勢氏］                    | → ［巨勢氏］                    | → ［巨勢氏］                    | → ［巨勢氏］                    | → ［巨勢氏］                    |  |  |  |  |
|            |            |                           |                           |                           |                           |                           |                           |                                 |                                 | 許勢小柄宿禰 （日本書紀なし）     | 許勢小柄宿禰 （日本書紀なし）   | 許勢小柄宿禰 （日本書紀なし）   | 許勢小柄宿禰 （日本書紀なし）   | 許勢小柄宿禰 （日本書紀なし）   | 許勢小柄宿禰 （日本書紀なし）   | → ［巨勢氏］                    | → ［巨勢氏］                    | → ［巨勢氏］                    | → ［巨勢氏］                    | → ［巨勢氏］                    | → ［巨勢氏］                    |  |  |  |  |
|            |            | 甘美内宿禰 （味師内宿禰） | 甘美内宿禰 （味師内宿禰） | 甘美内宿禰 （味師内宿禰） | 甘美内宿禰 （味師内宿禰） | 甘美内宿禰 （味師内宿禰） | 甘美内宿禰 （味師内宿禰） |                                 |                                 | 石川宿禰 （蘇賀石河宿禰）         | 石川宿禰 （蘇賀石河宿禰）       | 石川宿禰 （蘇賀石河宿禰）       | 石川宿禰 （蘇賀石河宿禰）       | 石川宿禰 （蘇賀石河宿禰）       | 石川宿禰 （蘇賀石河宿禰）       | → ［蘇我氏］                    | → ［蘇我氏］                    | → ［蘇我氏］                    | → ［蘇我氏］                    | → ［蘇我氏］                    | → ［蘇我氏］                    |  |  |  |  |
|            |            | 甘美内宿禰 （味師内宿禰） | 甘美内宿禰 （味師内宿禰） | 甘美内宿禰 （味師内宿禰） | 甘美内宿禰 （味師内宿禰） | 甘美内宿禰 （味師内宿禰） | 甘美内宿禰 （味師内宿禰） |                                 |                                 | 石川宿禰 （蘇賀石河宿禰）         | 石川宿禰 （蘇賀石河宿禰）       | 石川宿禰 （蘇賀石河宿禰）       | 石川宿禰 （蘇賀石河宿禰）       | 石川宿禰 （蘇賀石河宿禰）       | 石川宿禰 （蘇賀石河宿禰）       | → ［蘇我氏］                    | → ［蘇我氏］                    | → ［蘇我氏］                    | → ［蘇我氏］                    | → ［蘇我氏］                    | → ［蘇我氏］                    |  |  |  |  |
|            |            |                           |                           |                           |                           |                           |                           |                                 |                                 | 平群木菟宿禰 （平群都久宿禰）     | 平群木菟宿禰 （平群都久宿禰）   | 平群木菟宿禰 （平群都久宿禰）   | 平群木菟宿禰 （平群都久宿禰）   | 平群木菟宿禰 （平群都久宿禰）   | 平群木菟宿禰 （平群都久宿禰）   | → ［平群氏］                    | → ［平群氏］                    | → ［平群氏］                    | → ［平群氏］                    | → ［平群氏］                    | → ［平群氏］                    |  |  |  |  |
|            |            |                           |                           |                           |                           |                           |                           |                                 |                                 | 平群木菟宿禰 （平群都久宿禰）     | 平群木菟宿禰 （平群都久宿禰）   | 平群木菟宿禰 （平群都久宿禰）   | 平群木菟宿禰 （平群都久宿禰）   | 平群木菟宿禰 （平群都久宿禰）   | 平群木菟宿禰 （平群都久宿禰）   | → ［平群氏］                    | → ［平群氏］                    | → ［平群氏］                    | → ［平群氏］                    | → ［平群氏］                    | → ［平群氏］                    |  |  |  |  |
|            |            |                           |                           |                           |                           |                           |                           |                                 |                                 | 紀角宿禰 （木角宿禰）             | 紀角宿禰 （木角宿禰）           | 紀角宿禰 （木角宿禰）           | 紀角宿禰 （木角宿禰）           | 紀角宿禰 （木角宿禰）           | 紀角宿禰 （木角宿禰）           | → ［紀氏］                      | → ［紀氏］                      | → ［紀氏］                      | → ［紀氏］                      | → ［紀氏］                      | → ［紀氏］                      |  |  |  |  |
|            |            |                           |                           |                           |                           |                           |                           |                                 |                                 | 紀角宿禰 （木角宿禰）             | 紀角宿禰 （木角宿禰）           | 紀角宿禰 （木角宿禰）           | 紀角宿禰 （木角宿禰）           | 紀角宿禰 （木角宿禰）           | 紀角宿禰 （木角宿禰）           | → ［紀氏］                      | → ［紀氏］                      | → ［紀氏］                      | → ［紀氏］                      | → ［紀氏］                      | → ［紀氏］                      |  |  |  |  |
|            |            |                           |                           |                           |                           |                           |                           |                                 |                                 | 久米能摩伊刀比売 （日本書紀なし） |                                 |                                 |                                 |                                 |                                 |                                 |                                 |                                 |                                 |                                 |                                 |  |  |  |  |
|            |            |                           |                           |                           |                           |                           |                           |                                 |                                 |                                   |                                 |                                 |                                 |                                 |                                 |                                 |                                 |                                 |                                 |                                 |                                 |  |  |  |  |
|            |            |                           |                           |                           |                           |                           |                           |                                 |                                 | 怒能伊呂比売 （日本書紀なし）     |                                 |                                 |                                 |                                 |                                 |                                 |                                 |                                 |                                 |                                 |                                 |  |  |  |  |
|            |            |                           |                           |                           |                           |                           |                           |                                 |                                 |                                   |                                 |                                 |                                 |                                 |                                 |                                 |                                 |                                 |                                 |                                 |                                 |  |  |  |  |
|            |            |                           |                           |                           |                           |                           |                           |                                 |                                 | 葛城襲津彦 （葛城長江曾都毘古）   | 葛城襲津彦 （葛城長江曾都毘古） | 葛城襲津彦 （葛城長江曾都毘古） | 葛城襲津彦 （葛城長江曾都毘古） | 葛城襲津彦 （葛城長江曾都毘古） | 葛城襲津彦 （葛城長江曾都毘古） | → ［葛城氏］                    | → ［葛城氏］                    | → ［葛城氏］                    | → ［葛城氏］                    | → ［葛城氏］                    | → ［葛城氏］                    |  |  |  |  |
|            |            |                           |                           |                           |                           |                           |                           |                                 |                                 | 葛城襲津彦 （葛城長江曾都毘古）   | 葛城襲津彦 （葛城長江曾都毘古） | 葛城襲津彦 （葛城長江曾都毘古） | 葛城襲津彦 （葛城長江曾都毘古） | 葛城襲津彦 （葛城長江曾都毘古） | 葛城襲津彦 （葛城長江曾都毘古） | → ［葛城氏］                    | → ［葛城氏］                    | → ［葛城氏］                    | → ［葛城氏］                    | → ［葛城氏］                    | → ［葛城氏］                    |  |  |  |  |
|            |            |                           |                           |                           |                           |                           |                           |                                 |                                 | 若子宿禰 （日本書紀なし）         |                                 |                                 |                                 |                                 |                                 |                                 |                                 |                                 |                                 |                                 |                                 |  |  |  |  |
|            |            |                           |                           |                           |                           |                           |                           |                                 |                                 |                                   |                                 |                                 |                                 |                                 |                                 |                                 |                                 |                                 |                                 |                                 |                                 |  |  |  |  |

『日本書紀』仁徳天皇元年正月3日条では、武内宿禰の子とする。『古事記』孝元天皇段では、建内宿禰（武内宿禰）の子7男2女のうちの第4子として記載されている。
同様に『新撰姓氏録』では、右京皇別 平群朝臣条等においていずれも武内宿禰の子とされている。

## 記録

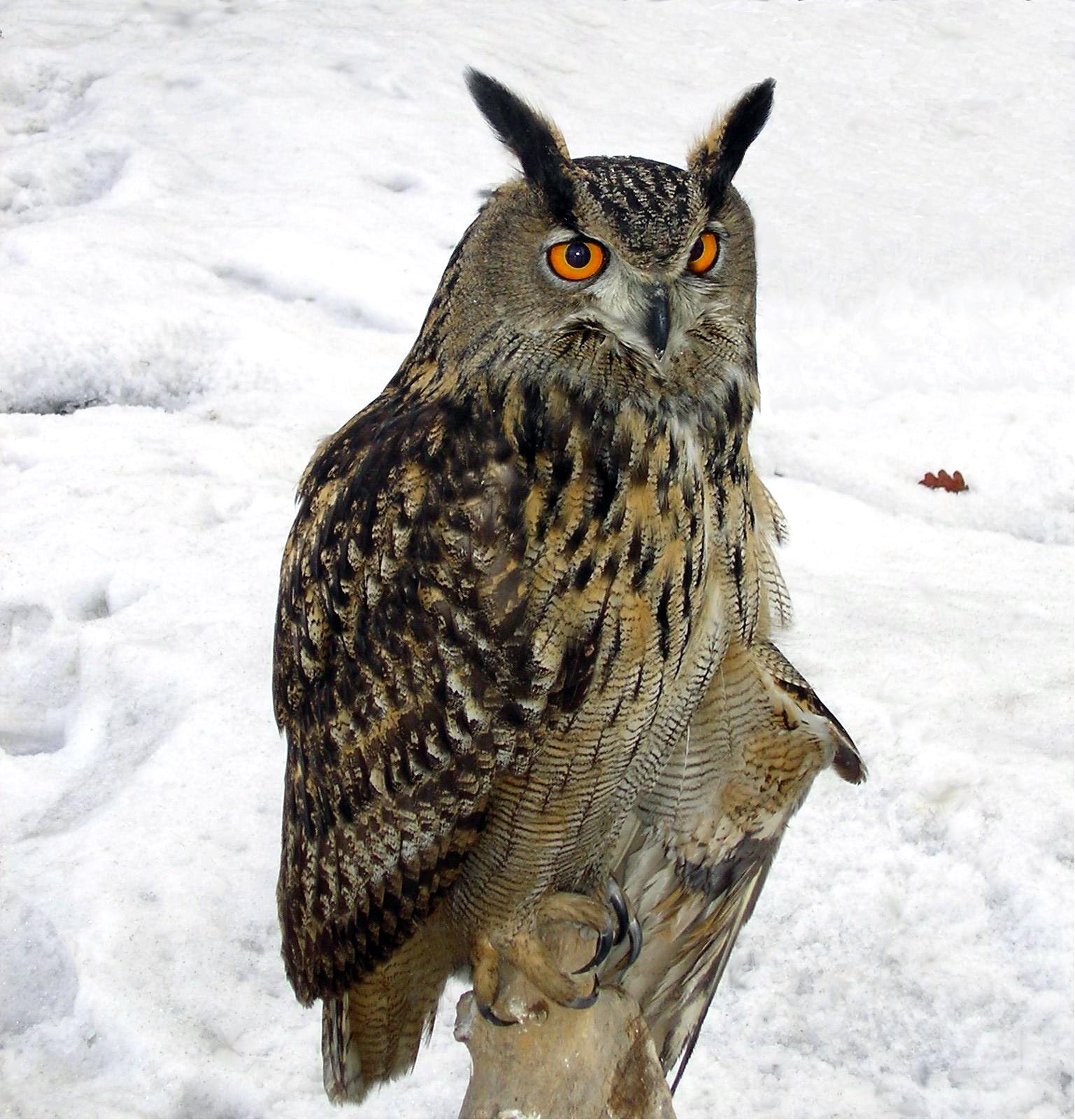
ミミズク（木菟）

『日本書紀』仁徳天皇元年正月条によれば、大鷦鷯尊（仁徳天皇）と木菟宿禰とは同日に生まれたという。その際、応神の子の産殿には木菟（つく：ミミズク）が、武内宿禰の子の産屋には鷦鷯（さざき：ミソサザイ）がそれぞれ飛び込んだので、その鳥の名を交換して各々の子に名付けたという。
ただし上記伝承以前にも記事があり、同書応神天皇3年是歳条によると、百済の辰斯王が天皇に礼を失したので、木菟宿禰は紀角宿禰・羽田矢代宿禰・石川宿禰とともに遣わされ、その無礼を責めた。これに対して百済は辰斯王を殺して謝罪した。そして紀角宿禰らは阿花王を立てて帰国した。
続けて同書応神天皇16年8月条によると、葛城襲津彦が朝鮮から久しく戻らないため、天皇は新羅が妨げているとし、木菟宿禰と的戸田宿禰を精兵を従えて加羅に遣わした。木菟宿禰らが新羅の国境まで兵を進めると、新羅王は愕然として罪に服し、弓月君の民を率いて襲津彦と共に日本に来たという。
また、同書履中天皇即位前条では、住吉仲皇子（履中の弟）が太子（履中）に対して反乱を起こした際、物部大前宿禰・阿知使主とともに太子に啓したが信じなかったため、3人で太子を馬に乗せて逃げたという。その後、瑞歯別皇子（のちの反正天皇）の仲皇子討伐に従ったが、仲皇子から離反し仲皇子を殺した刺領巾について、自分たちにとっては大功だが主君には慈悲がないとして殺害している。そして履中天皇2年10月条において、天皇が磐余に都を作った時に、蘇賀満智宿禰・物部伊莒弗大連・円大使主らと共に国事を執ったと記されている。
『古事記』では事績に関する記載はない。

## 後裔氏族
『日本書紀』では、木菟宿禰について平群臣の祖とする。また『古事記』では平群臣・早良臣・馬御樴（うまみくい）連ら諸氏族の祖とする。
『新撰姓氏録』では、次の氏族が後裔として記載されている。
- 右京皇別 平群朝臣 - 石川朝臣同氏。武内宿禰男の平群都久宿禰の後。
- 右京皇別 平群文室朝臣 - 同都久宿禰の後。
- 右京皇別 都保朝臣 - 平群朝臣同祖。都久足尼の後。
- 大和国皇別 馬工連 - 平群朝臣同祖。平群木兎宿禰の後。
- 河内国皇別 早良臣 - 平群朝臣同祖。武内宿禰男の平群都久宿禰の後。
- 河内国皇別 額田首 - 早良臣同祖。平群木兎宿禰の後。
- 摂津国未定雑姓 韓海部首 - 武内宿禰男の平群木菟宿禰の後。

### 額田首
『新撰姓氏録』によれば、木兎の次男（『紀氏家牒』によれば額田早良宿禰）は母の氏である額田首を名乗ったとされるが、平群氏を名乗らなかったのは、平群真鳥が朝敵として討伐されたことと関連しているという説が存在する。なお、額田早良宿禰の子・額田駒宿禰は平群県において馬を養育しており、馬を天皇に献上したことで、馬工連の姓を賜り、馬の飼育について任されたという。また、駒宿禰が馬を養育したところが生駒であるという。駒宿禰の子は馬工御樴連を賜っている。

## 考証
『日本書紀』では応神・仁徳・履中の3代（130年間）に亘って忠誠を尽くした人物として描かれている。しかしながら、いずれの伝承も父の武内宿禰と酷似することから、木菟宿禰は極めて政治的に造作された伝承的人物と考えられている。
上記のように、平群木菟に関しては仁徳天皇との名前の交換説話（易名説話）が知られるが、このような易名説話は天皇家と武内宿禰および平群氏との君臣関係の締結を示すとされる。またその出産時の説話では、ミミズクやミソサザイがヨーロッパにおけるコウノトリのように霊魂を運ぶ存在として描写されているが、もとより出産の最中に鳥が入り込むことはありえないため、古墳時代の出産ではミミズク・ミソサザイに見立てた鳥形呪具が使用されていたことが伝承成立の背景になったと推測する説がある。
そのほか、命名伝承から平群氏を含む武内宿禰後裔氏族が食膳奉仕に関わったとする説もある。